# 单核细胞
单核细胞（英語：Monocyte）是人体免疫系统中的一种白细胞，单核细胞产生于骨髓，在血管内为单核细胞，血管外就变成巨噬细胞。其在人体免疫系统内有两种作用：一，补充正常状态下的巨噬细胞和树突状细胞；二，在有炎症信号下，单核细胞会在8到12小时快速聚集到感染组织，并分化出巨噬细胞和树突状细胞产生免疫反应。在白血球中的數量約佔2%~10%。